# Hiroshi Minagawa
 (juillet 2025).
Si vous disposez d'ouvrages ou d'articles de référence ou si vous connaissez des sites web de qualité traitant du thème abordé ici, merci de compléter l'article en donnant les références utiles à sa vérifiabilité et en les liant à la section « Notes et références ».
Hiroshi Minagawa (皆川 裕史, Minagawa Hiroshi) est un graphiste et concepteur de jeu vidéo né en 1970. Après avoir travaillé pour Quest, il a rejoint Square (maintenant Square Enix) en 1995. Il est connu pour son travail en tant que directeur artistique d’Ogre Battle, de Vagrant Story et Final Fantasy Tactics. Il devint le coréalisateur de Final Fantasy XII aux côtés de Hiroyuki Itō après le départ du créateur, producteur et directeur original Yasumi Matsuno. Deux des jeux sur lesquels il a travaillé ont obtenu la note maximale (40/40) de la part du magazine Famitsu : Vagrant Story et Final Fantasy XII.

## Ludographie
- Magical Chase : game designer et directeur artistique
- Ogre Battle : directeur artistique
- Tactics Ogre : directeur artistique
- Final Fantasy Tactics : directeur artistique
- Vagrant Story : directeur artistique
- Final Fantasy XII : codirecteur, graphiste et character textile supervisor
- Tactics Ogre PSP : directeur
- Final Fantasy XIV : Responsable de l’interface et du contenu Internet